# Virginio Rosetta
Virginio "Viri" Rosetta (Vercelli, 25 februari 1902 - Turijn, 31 maart 1975) was een Italiaanse voetballer die als verdediger speelde en na zijn actieve carrière trainer was van verschillende Italiaanse clubs. Rosetta kwam het grootste deel van het carrière uit voor Juventus.
Naast zijn clubcarrière was hij ook international voor Italië, waarmee hij in 1928 een bronzen medaille behaalde op de Olympische Spelen in Amsterdam en in 1934 het wereldkampioenschap voetbal won in eigen land.

## Clubcarrière
Rosetta werd geboren in Vercelli, waar hij als tiener debuteerde voor de voetbalclub uit zijn stad, Pro Vercelli, en uitkwam in de Italiaanse Eerste Divisie (de voorloper van de Serie A). Hij begon zijn eerste seizoen als aanvaller, maar werd later omgeschoold tot verdediger. De club uit zijn thuisstad was destijds een van de grootste Italiaanse voetbalteams, en Rosetta won er zowel in 1921 als 1922 de landstitel.
Na drie zeer succesvolle seizoenen bij Pro Vercelli besloot Rosetta om over te stappen naar Juventus, waar hij voor het eerste betaald werd om te voetballen en hij de rest van zijn carrière zou blijven. Hij won zijn eerste titel met de Turijnse club in 1926 en was een belangrijk onderdeel van de ploeg dat vijf opeenvolgende Scudetti won in de jaren 30. In die periode was Rosetta uitgegroeid tot aanvoerder en boegbeeld van de club. In totaal kwam hij 366 keer uit voor Juventus, waarmee hij 26e staat in de lijst van meest gespeelde wedstrijden voor La Vecchia Signora.
Tijdens zijn carrière won Rosetta in totaal acht nationale landskampioenschappen, wat een Italiaans record is. Slechts drie andere spelers (Gianluigi Buffon, Giovanni Ferrari en Giuseppe Furino) hebben ook acht titels gewonnen in de Italiaanse competities.

## Interlandcarrière
Op 31 augustus 1920, na het seizoen waarin hij zijn debuut had gemaakt op het hoogste Italiaanse niveau, werd Rosetta opgeroepen voor het Italiaanse elftal. Hij begon in de basis tijdens het vriendschappelijk duel tegen Noorwegen. In totaal kwam hij 52 keer uit voor het Italiaanse elftal.
Rosetta maakte tweemaal deel uit van de Olympische selectie van Italië voor het voetbaltoernooi. Waar het team in 1924 nog in de kwartfinale werd uitgeschakeld door Zwitserland, behaalde het in 1928 de troostfinale en won het de bronzen medaille door met 11-3 te winnen van Egypte. 
Naast de Olympische selectie was Rosetta ook een belangrijke speler bij de overwinningen van Italië in de Centraal-Europese Internationale Beker (of Europabeker) in 1927-30 en 1933-35. 
Rosetta maakte ook deel uit van het Italiaanse team dat hun allereerste wereldtitel won op het WK 1934. Hij was aanvoerder in de eerste wedstrijd van Italië op dat toernooi, maar die wedstrijd bleek zijn laatste interland te worden en hij speelde het resterende toernooi niet meer.

## Trainerscarrière
In zijn laatste profjaar bij Juventus was Rosetta ook al gestart als trainer van de club, en dit bleef hij tot in 1939. Nadien trainde hij nog enkele andere Italiaanse clubs en keerde nog eens terug bij Juventus. Hij leidde Juventus in 1938 naar de Coppa Italia en won de Serie B met Palermo in 1947-48.

## Overlijden
Rosetta overleed op 29 maart 1975 in Turijn.

## Erelijst

### Speler

#### Club

##### Pro Vercelli
- Kampioen Serie A: 1920-21, 1921-22

##### Juventus
- Kampioen Serie A: 1925-26, 1930-31, 1931-32, 1932-33, 1933-34, 1934-35

#### International

##### Italiaans elftal
- Bronzen medaille Olympisch voetbaltoernooi: 1928
- Centraal-Europese Internationale Beker: 1927-30, 1933-35
- Wereldkampioen voetbal: 1934

### Trainer

#### Juventus
- Winnaar Coppa Italia: 1937-38

#### Palermo
- Kampioen Serie B: 1947-48